# Todd Berger
Todd Berger est un acteur, scénariste et réalisateur américain né le 5 avril 1979 à La Nouvelle-Orléans.

## Filmographie

### Réalisateur
- 2000 : Truffles for Mrs. Lovejoy
- 2001 : Occam's Razor: The Great Dialogues of Mindy
- 2002 : Dance Club
- 2006 : Holidays with Heather
- 2007 : Don't Eat the Baby: Adventures at Post-Katrina Mardi Gras
- 2008 : Google Maps
- 2008 : The Forecast
- 2009 : The Scenesters (en)
- 2009 : Excuse Me
- 2009 : Atom TV (en) (3 épisodes)
- 2012 : Holiday Road
- 2012 : It's a Disaster (en)

### Scénariste
- 2000 : Truffles for Mrs. Lovejoy
- 2000 : Destinée manifeste (Manifest Destiny)
- 2001 : Occam's Razor: The Great Dialogues of Mindy
- 2005 : #1 Fan: A Darkomentary
- 2005 : À la poursuite de Noël
- 2005 : MakeOver Bandits
- 2006 : Holidays with Heather
- 2007 : Don't Eat the Baby: Adventures at Post-Katrina Mardi Gras
- 2008 : Kung Fu Panda : Les Secrets des cinq cyclones
- 2009 : The Scenesters
- 2009 : Excuse Me
- 2009 : Atom TV (en) (1 épisode)
- 2011 : Les Schtroumpfs : Le Conte de Noël (The Smurfs: A Christmas Carol)
- 2011 : Kung Fu Panda : Les Secrets des maîtres
- 2012 : Holiday Road
- 2012 : It's a Disaster (en)
- 2013 : Les Schtroumpfs et la Légende du cavalier sans tête (The Smurfs: The Legend of Smurfy Hollow)
- 2016 : The Cold Warriors
- 2018 : Carnage chez les Puppets (The Happytime Murders) de Brian Henson

### Acteur
- 2000 : Truffles for Mrs. Lovejoy : Le cinéaste
- 2000 : Destinée manifeste (Manifest Destiny) : Alkie
- 2001 : Fuck : le cinéaste
- 2001 : Occam's Razor: The Great Dialogues of Mindy : Ted Dirks
- 2002 : Dance Club : le collègue
- 2005 : #1 Fan: A Darkomentary : Darryl Donaldson
- 2005 : MakeOver Bandits : Steve Boudreaux
- 2006 : Southland Tales : Bing Zinneman
- 2006 : Holidays with Heather : Maître D.
- 2008 : The Forecast : Todd
- 2008 : Doctor's Visit : Tom
- 2009 : The Scenesters : Wallace Cotten
- 2009 : Excuse Me
- 2009 : Atom TV (en) : Henry, Tim Robicheaux et Michael Perret (3 épisodes)
- 2010 : Gay as in Retarded : Lance
- 2010 : Bad Grief : l'homme à la tête rouge
- 2010 : Fathers and Sons (en) : Dave
- 2010 : Modern Imbecile's Planet World : Kent Youngblood, Jr.
- 2010 : Jory
- 2011 : Parks and Recreation : Kip (1 épisode)
- 2011 : Kung Fu Panda : Les Secrets des maîtres : le porc serveur et le lapin
- 2012 : Holiday Road : Tom
- 2012 : Cinema Six : Ron Garber
- 2012 : It's a Disaster : Hal
- 2013 : Good Night : Charlie
- 2014 : Paloma : Caleb (1 épisode)
- 2014 : The Last Time You Had Fun : Robby